# Baia di Moore
La baia di Moore (Moore Bay in inglese) è una suggestiva insenatura situata sulla costa del Clare, contea occidentale dell'Irlanda.

## Descrizione
La baia è una piccola insenatura a forma di ferro di cavallo abbastanza regolare e assume importanza in quanto ospita al suo interno la rinomata spiaggia di Kilkee, fregiata anche della bandiera Blu europea. Le acque dell'oceano entrano nella baia abbastanza placide, in quanto è protetta all'esterno da una suggestiva barriera di scogliere.